# The Pop Tops
The Pop Tops was een Spaanse popband, die in 1967 werd opgericht in Madrid. Het nummer Mamy Blue, ook wel Mommy Blue, Mammy Blue of Mummy Blue bereikte in 1971 met 358 punten een 20e plaats in de top 100 van de Nederlandse Top 40. Bij dit nummer verscheen al in 1971 een videoclip met een groot aantal figuranten.

## Bezetting
- Phil Trim[2] (zang)
- Julián Luis Angulo[3] (gitaar, zang)
- Alberto Vega[4] (saxofoon, klarinet, zang)
- Enrique Gómez (basgitaar, trompet)
- Ignacio Pérez (orgel, piano)
- José Lipiani (drums)
- Ray Gómez[5] (gitaar)
- Francisco Urbano Romero[6] (drums)
- Rafael Guillermo Gertrudis[7] (keyboards, piano)

## Geschiedenis
De muzikale kern van The Pop Tops valt terug op de instrumentale band Los Tifones uit 1961. In 1966 won deze bij het live uitgezonden Festival de Conjuntos Musicales de León de eerste plaats, waardoor de Franse producent Alain Milhaud opmerkzaam werd op de band. Milhaud had al een naam verworven als manager van de rockband Los Bravos en deze ook later geproduceerd. Hij belastte zich uiteindelijk met het talent van de combo, haalde de uit Trinidad en Tobago afkomstige Phil Trim als leadzanger en gaf zijn beschermelingen de naam Los Pop Tops.
Hun muziekstijl was een mengeling van eigentijdse popmuziek, soul en gospelmuziek, deels gemengd met thema's uit de klassieke muziek. Hun eerste publicatie in 1967 bij Barclay/Sonoplay in Spanje was de song Con su blanca palidez, een Spaanse versie van de klassieker A Whiter Shade of Pale van Procol Harum. De single Somewhere uit 1968 was gebaseerd op een compositie van Johann Sebastian Bach. De B-kant The Voice of the Dying Man (La voz del hombre caido) was een hommage aan Martin Luther King. Het gospelachtige klaaglied Oh Lord, Why Lord bevatte elementen van de Canon in D van de barok-componist Johann Pachelbel. Met deze song kregen The Pop Tops voor de eerste keer ook buiten Spanje aandacht. Bij de volgende single-publicaties in 1969 en 1970 toonde de band zich muzikaal gedesoriënteerd en probeerde zich weer te vinden ergens tussen bubblegum-pop, psychedelische rock en flowerpower.
Begin 1971 wisselden ze naar Explosion Records en hadden daar met Road to Freedom (Dios a todos hizo libres) in september 1971 een nummer 1-hit in Spanje. De band kreeg pas internationale bekendheid eind 1971, toen hun Engelstalige versie van Mamy Blue in veel Europese landen de bovenste plaatsen van de hitlijsten bereikte. De muziek en de originele Franse tekst werden geschreven door Hubert Giraud en de Engelse versie door Phil Trim. In Duitsland en Zwitserland stond de song tien weken lang aan de top van de hitparade. In de Verenigde Staten en Canada was Mamy Blue ook een kleinere hit voor The Pop Tops. In het Verenigd Koninkrijk was naast hun versie ook een opname van Roger Whittaker in de hitlijst (#31). Een Duitse versie van Ricky Shayne werd in Duitsland ook een hit (#7) en kreeg de goudstatus.
In Nederland behaalde Mamy Blue op 2 oktober 1971 als hoogste positie #3. De hit stond totaal 13 weken in de Top 40. Suzanne, Suzanne stond drie weken in de Top 40 en behaalde als hoogste posite #27 op 15 april 1973.
De navolgende singles Suzanne, Suzanne en Hideaway kwamen in Duitsland nog in de top 30. Latere opnamen van de band waren daar niet meer succesvol, in tegenstelling tot Spanje, waar Los Pop Tops nog iets langer populair waren. Vanaf 1973 begon de samenhang binnen de band te verbrokkelen en enkele leden concentreerden zich op andere projecten. Het afnemende succes van de band leidde in 1974 uiteindelijk tot de ontbinding van de band.
Ray Gómez speelde na het einde van The Top Pops als studiomuzikant op albums van onder andere Stanley Clarke, Roy Buchanan, Chaka Khan, Deodato, Jack Bruce en Aretha Franklin. Phil Trim begon een solocarrière. Rafael Guillermo is met succes werkzaam als componist.

## Discografie

### Singles
Barclay Sonoplay (Spanje)
- 1967: Con su blanca palidez / I Can't Go On
- 1967: Viento to otoño (Autumn Winds) / Cry
- 1968: Somewhere / The Voice of the Dying Man (La voz del hombre caido)
- 1968: Oh Lord, Why Lord / Beyond the Sea (El mar)
- 1968: Oh Lord, Why Lord (span.) / El mar
- 1968: Esa mujer (That Woman) / Adagio cardenal
- 1968: That Woman / The Man I Am Today
- 1968: Pepa / Junto a ti
- 1969: Dzim-dzim-dzas (Love and Care) / Young and Foolish
- 1970: Soñar, bailar y cantar (She's Coming Back) / Anytime - (Barclay Movieplay)

Explosion (Spanje)
- 1971: Dios a todos hizo libres (Road to Freedom) / Movimento de amor
- 1971: Road to Freedom / Who Will Believe
- 1971: Mamy Blue (span.) / Love Motion
- 1971: Mamy Blue / Grief and Torture
- 1972: Suzanne Suzanne / Happiness Ville
- 1972: Suzanne Suzanne (span.) / Walk along by the Riverside
- 1972: Hideaway / What a Place to Live In
- 1973: My Little Woman / Girl, What's on Your Mind?
- 1973: Happy, Hippy, Youppy Song / Where Can I Go
- 1973: Happy, Hippy, Youppy Song (span.) / Angeline
- 1974: What a Way to Go / Baby I Will Cry

Bellaphon Records (Duitsland)
- 1971: Mamy Blue / Road to Freedom
- 1971: Oh Lord, Why Lord / Walk Along by the Riverside
- 1972: Suzanne Suzanne / Happiness Ville
- 1972: Hideaway / What a Place to Live In
- 1973: My Little Woman / Girl, What's on Your Mind?
- 1973: Happy, Hippy, Youppy Song / Where Can I Go
- 1973: What a Way to Go / Baby I Will Cry

### Albums
- 1971: Mamy Blue
- 1968: Canarios
- 1976: Top Pops of Pop Tops

- Bibsys: 13046647
- Biblioteca Nacional de España: XX181221
- Bibliothèque nationale de France: cb16692857j (data)
- Gemeinsame Normdatei: 10343125-1
- MusicBrainz: 323315f1-a508-4ff8-901b-83edef85a163
- Virtual International Authority File: 42145970162632251388